# So na Caçana
So na Caçana est un site archéologique de la culture talayotique, daté de l'Âge du fer, situé à Alaior, sur l'île de Minorque, dans l'archipel des Baléares, en Espagne.

## Le site

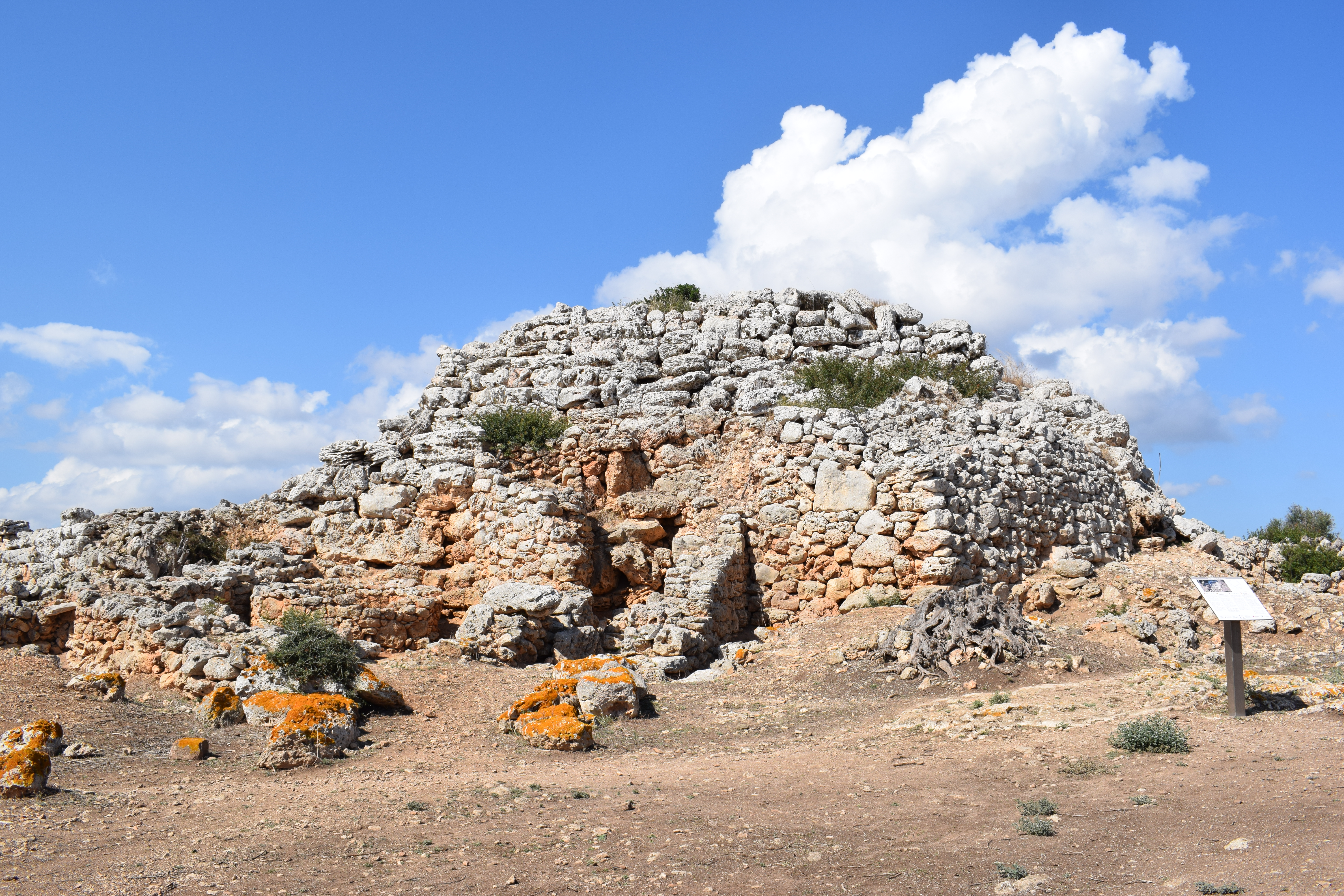
Grand talayot.

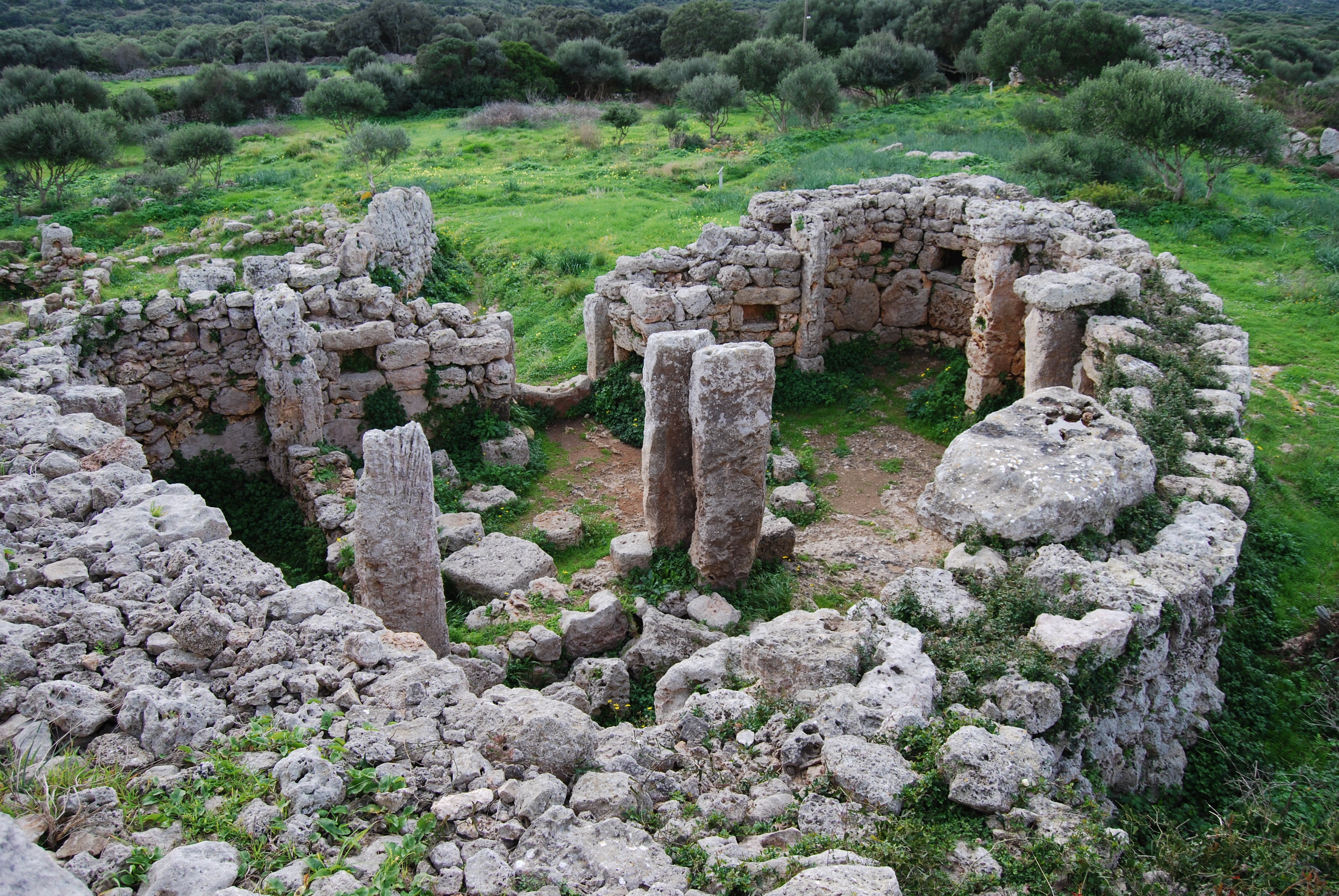
Enceinte à taula ouest.

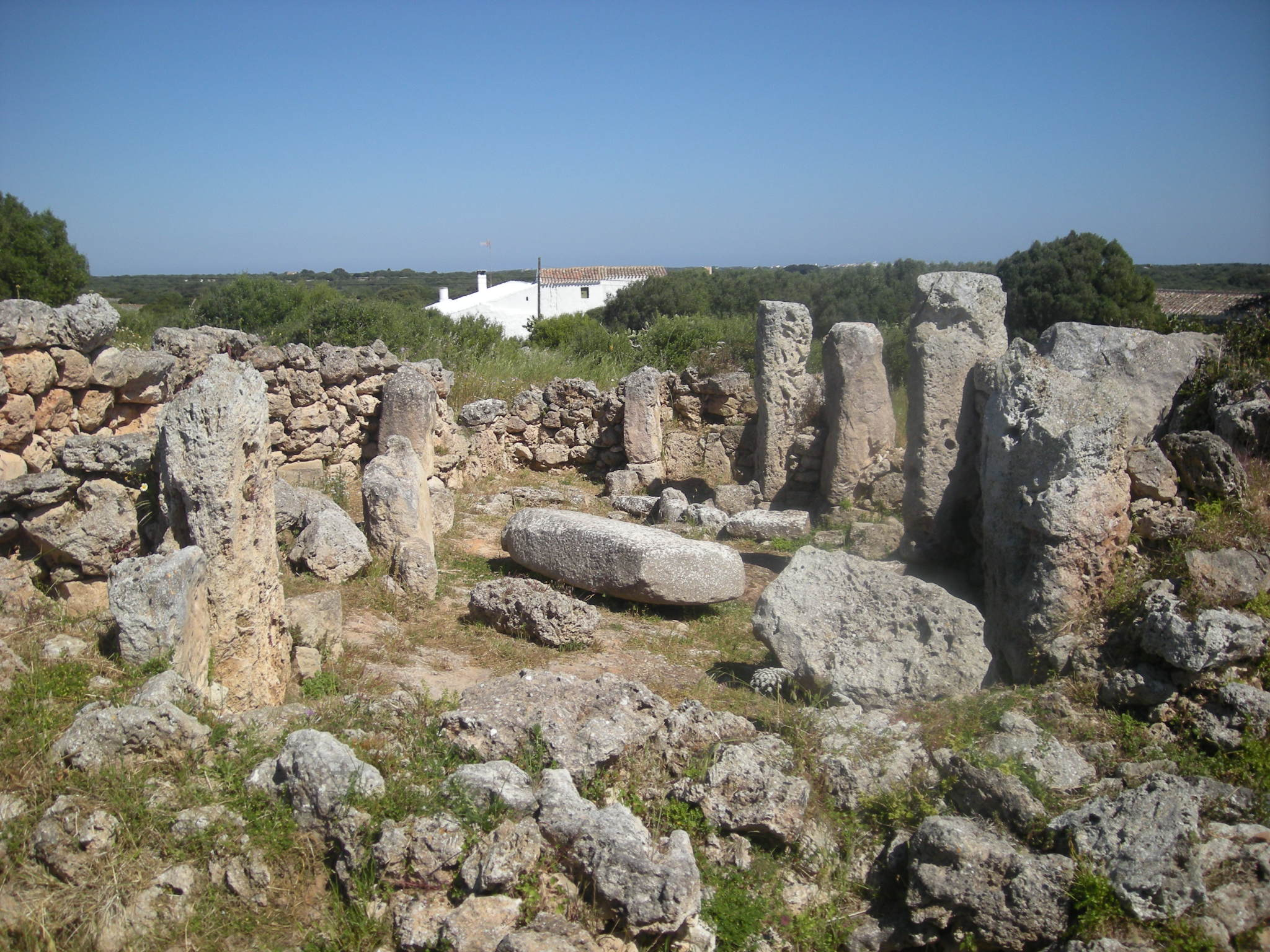
Enceinte à taula est.

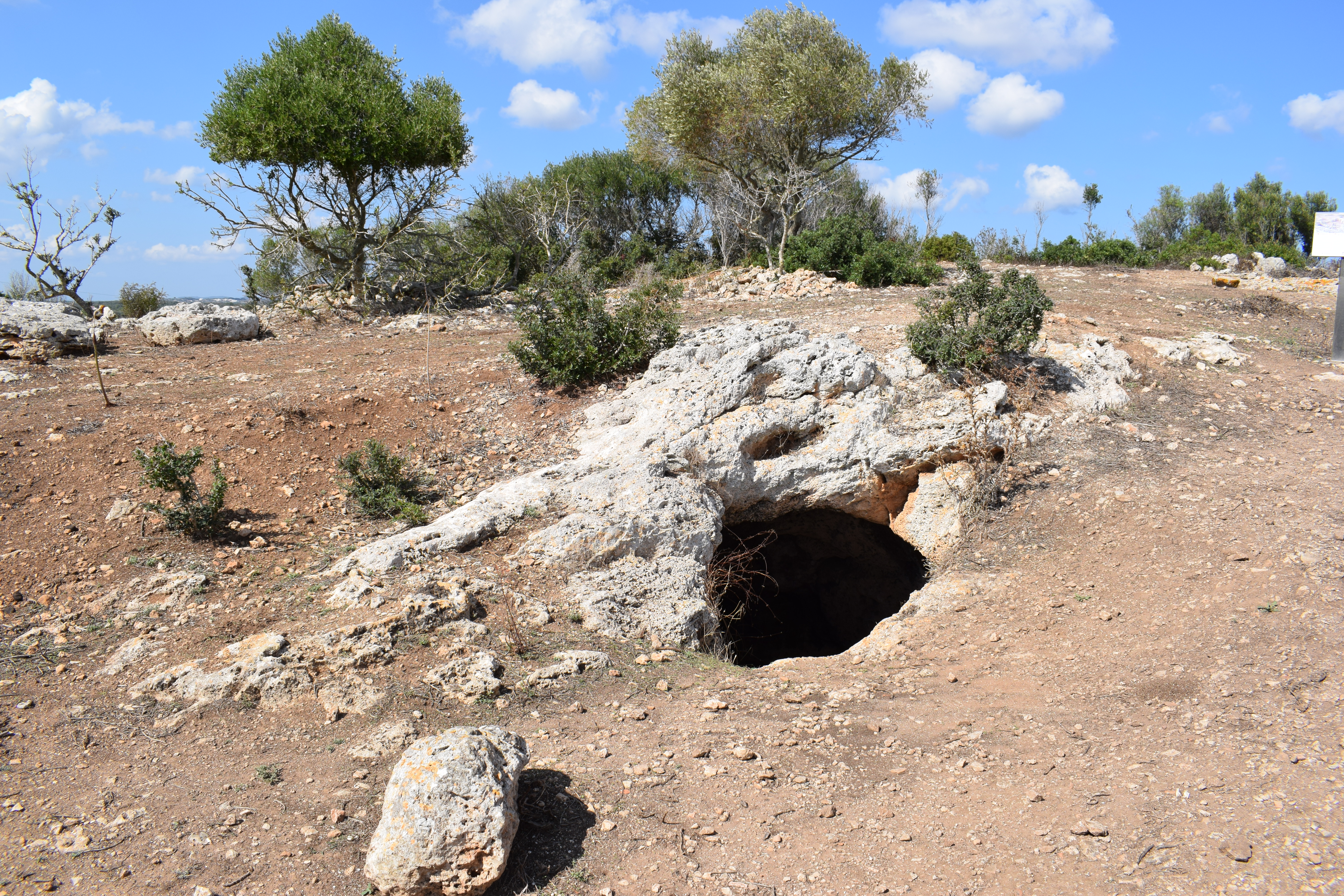
Puits d'accès à l'hypogée centrale.

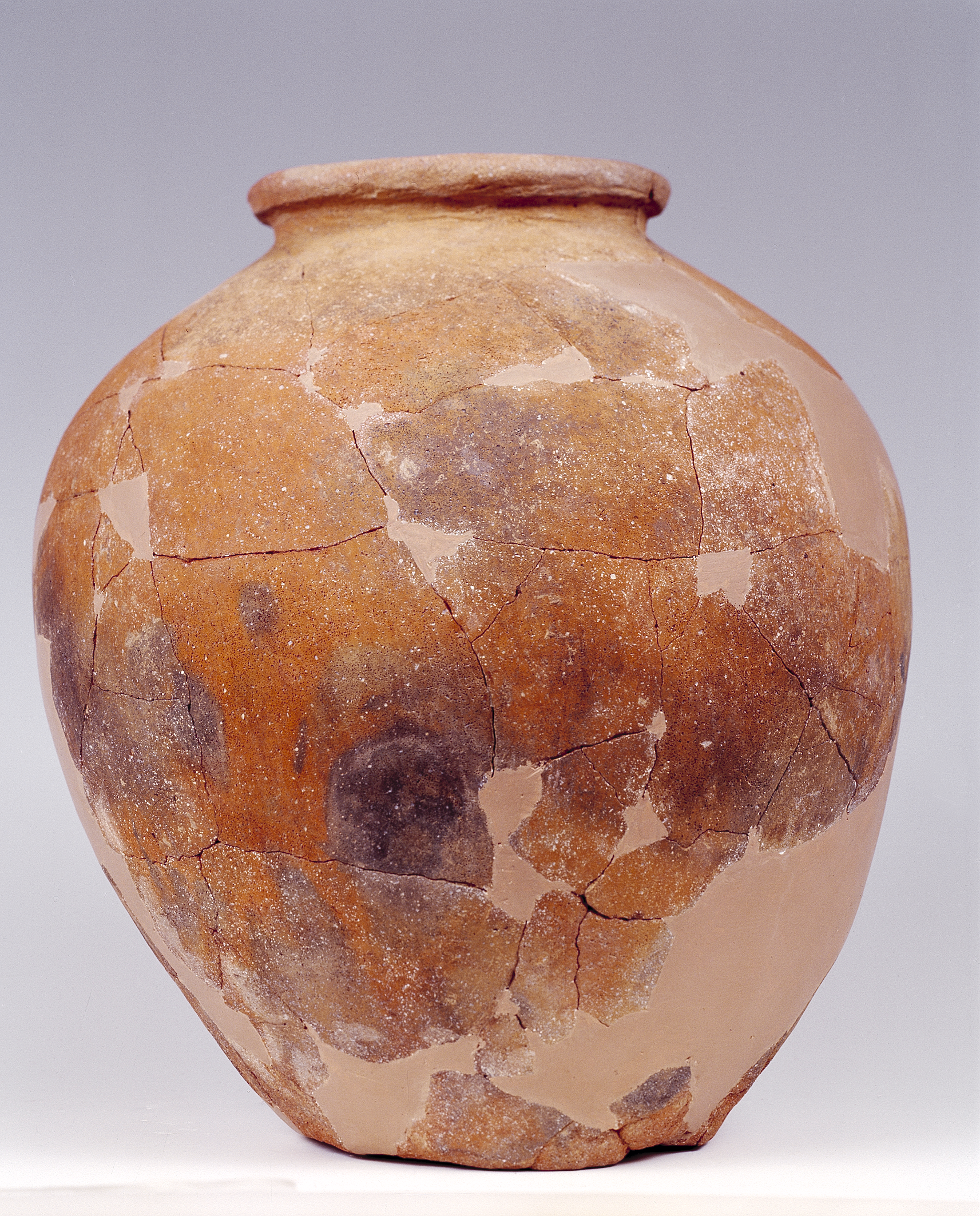
Poterie trouvée à So na Caçana (musée de Minorque).

Le site s'étend sur environ 1,6 hectare. Il a été partiellement fouillé par une équipe du musée de Minorque sous la direction de Lluís Plantalamor entre 1982 et 1987. De nouvelles fouilles ont été effectuées sur place à l'été 2016 sous la direction de Julia García de l'université de Navarre.
So na Caçana est un site talayotique comportant plusieurs constructions caractéristiques : deux talayots, trois enceintes à taula, un hypogée, des habitats du type cercles. La sous-représentation du nombre d'habitations et a contrario la surreprésentation des édifices à caractère monumental laissent supposer qu'il ne s'agissait pas d'un simple village mais d'un site avec une vocation publique.
Vers 200 apr. J.-C., le site fut réoccupé et de nombreux bâtiments ont été réaménagés et habités. Un petit cimetière daté de la période almohade a été découvert en 2013 près du parking actuel du site.

### Monuments fouillés
La structure la plus haute du complexe est un édifice de plan rectangulaire (20 × 21 m) avec des angles arrondis identifié comme un talayot qui aurait été construit vers 1000 av. J.-C. Une prospection électromagnétique réalisée à la fin des années 1980 laisse entendre qu'il renfermerait une chambre interne.
Au pied sud-ouest de ce talayot, on peut voir un bâtiment de forme ronde à double paroi, d'un diamètre d'environ trois mètres, sans aucun accès, édifié en petites pierres. Des traces de combustion visibles à l'intérieur de l'édifice indiquent qu'il s'agit d'un four mais, compte tenu de sa taille, il s'agirait du four d'un atelier. Il fut construit vers 750 av. J.-C.  et réutilisé à l'époque romaine.
Encore plus au sud se trouve un habitat en cercle de la période post-talayotique contenant un foyer central et plusieurs citernes. Ce cercle a été construit sur les vestiges d'un édifice plus ancien, daté d'une période comprise entre 1200 et 800 av. J.-C., déjà abandonné lors de la construction du cercle. L'une des citernes correspond à une ancienne sépulture souterraine (un hypogée). Le mur droit situé à l'intérieur du cercle date de l'époque romaine.
La première enceinte à taula, dénommée usuellement enceinte à taula ouest, est visible sur le côté ouest du talayot. De la taula proprement dite, il ne demeure que le pilier vertical, s'appuyant à l'arrière sur un deuxième monolithe, mesurant 2,82 m de haut sur 1,16 m de large et 0,30 m d'épaisseur. À droite de l'entrée de l'enceinte, on peut voir un rocher cylindrique où furent trouvées de grandes quantités de cendres et de charbons. Le mur interne, bien conservé, comporte six niches en très bon état. Les pilastres du mur intérieur suggèrent que le bâtiment avait un toit. À gauche de l'entrée de l'enceinte, trois pierres du mur ayant une disposition particulière ont été interprétées par certains archéologues comme une représentation de Tanit, la déesse punique de la fertilité.
La deuxième enceinte à taula, dénommée usuellement enceinte à taula est, est située à environ 30 m au sud-est du grand talayot. Sa forme d'origine a été altérée par plusieurs agrandissements et transformations ultérieurs. De la partie inférieure de la taula il ne demeure qu'un fragment de 1,53 m de large sur 0,46 m d'épaisseur, la hauteur d'origine étant inconnue. La partie supérieure, le chapiteau, est tombée au sol. Elle mesure entre 2,25 et 2,46 m de longueur sur 0,91 à 1,19 m de largeur et 0,38 à 0,39 m d'épaisseur. L'une des pièces adossées à l'arrière du bâtiment comporte au sol un carrelage en pierre de l'époque romaine.
Au centre du site se trouve un hypogée accessible par un puits, correspondant à la plus ancienne structure qui subsiste du site.

### Édifices non fouillés
Les édifices situés à l'ouest du site, un deuxième talayot et les deux bâtiments qui lui sont accolés, n'ont pas encore été fouillés. Ce deuxième talayot est plus petit que le premier. Il est en forme de fer à cheval à la base et de forme circulaire dans les étages supérieurs. Il comporte une chambre intérieure. Les deux autres bâtiments correspondent à une maison ronde et à une probable troisième enceinte à taula.

## Protection des monuments
Le site de So na Caçana a été déclaré bien d'intérêt culturel et classé sous le numéro d'enregistrement RI-51-0003208. En 2013, l'Espagne a proposé l'inscription du site au titre de la « culture talayotique de Minorque » sur la liste indicative de l'UNESCO, préalable à une possible inscription au patrimoine mondial.